# Koukdjuak
Der Koukdjuak (englisch Koukdjuak River, französisch Rivière Koukdjuak) ist ein Fluss 
auf der Baffininsel im kanadischen Territorium Nunavut. 
Er bildet den Abfluss des Nettilling Lake und ergießt sich in das Foxe Basin. Die Große Ebene des Koukdjuak im westlichen Teil der Baffininsel entlang dem Foxe Basin wurde nach ihm benannt.
Der erste Nicht-Inuit, welcher den Fluss bereiste, war der deutsche Ornithologe Bernhard Hantzsch (1875–1911). Der Erste, der ihn im Detail studierte, war der kanadische Arktisforscher und Ornithologe Joseph Dewey Soper (1893–1982). Die nördliche Grenze des Vogelschutzgebiets Dewey Soper Migratory Bird Sanctuary verläuft entlang dem Koukdjuak. Der Fluss ist bedeutend für die Barrenground-Karibu, welche ihn während ihrer Wanderung überqueren müssen. Im Fluss werden Wandersaiblinge gefangen.